# Самарканд (комплекс РЕБ)
Самарканд — російський комплекс радіоелектронної боротьби (РЕБ).
Станом на 2018 рік дані комплекси РЕБ розгорнуті в ряді регіонів Росії, в тому числі в анклаві — в Калінінградській області, а також в Білорусії. На озброєнні Північного флоту — з 2017. Також відомо про навчання у 2017 році спеціалістів Балтійського флоту для роботи на цих комплексах.

## Технічні характеристики
Як стверджують ЗМІ, призначення комплексу «Самарканд» та його характеристики ще жодного разу офіційно не розкривалися. Передбачається, що система здатна генерувати складні перешкоди, зокрема для супутникової навігації.

## Модифікації
- «Самарканд-У»
- «Самарканд СУ-ПРД-К2»
- «Самарканд ПУ-ПРД-Д»